# Барон Харви Тасбергский
Барон Харви Тасбергский из Тасберга в графстве Норфолк — наследственный титул в системе Пэрства Соединённого королевства. Он был создан 3 июля 1954 года для британского дипломата, сэра Оливера Харви (1893—1968). Он занимал посты главного личного секретаря министра иностранных дел (1936—1939, 1941—1943) и посла Великобритании во Франции (1948—1954). В ноябре того же 1954 года Оливер Харви стал преемником своего сводного брата в качестве 4-го баронета из Краун-Пойнта.
Титул баронета Харви из Краун-Пойнта в графстве Норфолк (Баронетство Соединённого королевства) был создан в 1868 году для Роберта Харви (1817—1870), деда 1-го барона Харви Тасбергского. Он ранее заседал в Палате общин от Тетфорда (1865—1868).

## Бароны Харви из Тасберга (1954)
- 1954—1968: Оливер Чарльз Харви, 1-й барон Харви из Тасберга (26 ноября 1893 — 29 ноября 1968), второй сын полковника сэра Чарльза Харви, 2-го баронета (1849—1928)[1]
- 1968—2010: Питер Чарльз Оливер Харви, 2-й барон Харви из Тасберга (28 января 1921 — 18 апреля 2010), старший сын предыдущего[2]
- 2010 — настоящее время: Чарльз Джон Джузеппе Харви, 3-й барон Харви из Тасберга (род. 4 февраля 1951), старший сын достопочтенного Джона Винна Харви (1923—1989), племянник предыдущего[3]
  - Наследник титула: достопочтенный Джон Харви (род. 1993), единственный сын предыдущего.

## Баронеты Харви из Краун-Пойнта (1868)
- 1954—1968: Оливер Чарльз Харви, 4-й баронет из Краун-Пойнта (1893—1968), также 1-й барон Харви из Тасберга
- 1968—2010: Питер Чарльз Оливер Харви, 5-й баронет из Краун-Пойнта (1921—2010), старший сын предыдущего, также 2-й барон Харви из Тасберга.